# 井戸塀政治家
井戸塀政治家（いどべいせいじか）は、日本の裕福な資産家が政治家を志し、見返りを求めずに私財を投げうち政治生活に奔走、最後に残った財産は井戸と塀だけだったという者の例え。井戸塀議員とも。

## 概要
政治や選挙に私財のほとんど全てを投げうつことに加え「清貧」という定義を加えることもあるが、古くは金権政治が蔓延する地域（津軽選挙を参照）で買収工作を行った政治家も「清貧」と表現する場合があるため、歴史的背景や地域性も考慮する必要がある。
主に20世紀後半までの政治家に用いられ、「最後の井戸塀政治家」と表現される者も複数存在するように、21世紀に入ると死語になりつつある。しかし、2020年代においても選挙に落選した後の元国会議員で、破産した者や生活保護で暮らしている者が「結構いる」と証言する者もいる。